# 李照雄
李照雄（1938年—2010年3月11日）绰号憨面，敬稱憨面大仔、憨大、憨董，是台湾一位黑社会人物，台中大甲人，是大湖帮的创始人之一，有「縱貫線老大」、「黑道仲裁者」之稱。

## 簡歷
李照雄以脾气火爆、敢打敢杀而著称。早年闖蕩江湖時，遇到需要計較「輸贏」的關鍵陣仗，經常不在乎對方人馬多少而勇往直前，此舉往往讓對手驚呼：「怎麼會有人這麼憨面（台語，有傻勁）！」因而「憨面」之稱便傳了開來。1980年代，他因與一名排班計程車司機發生口角而槍擊對方成傷等案，兩度被政府列為「一清專案」掃蕩對象而移送管訓。管訓期間，李照雄結交全台各「角頭」大哥級人物。1990年代，他淡出江湖，在台灣、中國大陸、菲律賓等地投資房地產、電子遊戲和娛樂事業等，資產已達億元，但在黑白兩道仍然具有其影響力。一名資深警官說，“憨面”愛喝酒、賭博，70年代，南北兩路只要在中部開賭場，都會自動上繳兩成“水費”給“憨大”；他賭博有個特別規距，不准女人從他面前走過，“否則手氣會帶衰！”他雖愛賭，但從不和女人賭，他的影響力，有時連台灣警方都不得不登門“求教”。
他常扮演“黑道仲裁者”的角色，排解黑白两道纷争，一如臺北艋舺的許海清（蚊哥）。例如2001年的台中市議長張宏年遭綁架案，張宏年在家中被槍擊要犯薛球、陳益華擄走，薛等人怕張的家人不知厲害，還特別出示《壹週刊》有關他們的報導，並向張家勒贖3億元；在張被綁的4天5夜期間，李照雄出面協調，薛球給足面子，贖金從新臺幣3億元降到3000萬元，最後讓薛等人釋出肉票。2005年的電玩大亨于國柱遭綁架，叱吒風雲港台東南亞及大陸、身價近百億的中部網路賭博大亨于國柱碰到「惡龍」張錫銘，開口天價的40億元的勒贖金額轟動全台，李照雄因地緣關係受託出面想方設法搭救于國柱，結果于被綁17天後，奇蹟式地自行脫困而獲救，當事人此後卻絕口不談贖金有多少，自此成為一個謎團。2006年大甲鎮瀾宮副董事長鄭銘坤遭耕讀園槍擊案綁匪林明樺等人綁架，向其家人綁架勒贖1億元，董事長顏清標則委請「憨大」出面周旋，李還特別到菲律賓與對方派的第三者進行協調，討價還價降到2500萬元，才換回鄭的一條生路。三大綁架案他都有參與營救，李因而獲得「中部有力仲裁者」的稱號。2005年4月許海清過世後，他成了「黑道最後仲裁者」他的影響力，有時連台灣警方都不得不登門“求教”。李照雄早年靠賭場、酒店起家，真正崛起是在1985年經過“一清專案”後，由於為人四海、處事公正，道上兄弟每每出現糾紛，都會找他仲裁，奠定其“教父級”的地位。
有「全台最強大哥」稱號的「飛虎民」呂崇民，年輕時也跟過憨面，他曾說憨面當年家中幾乎24小時開伙，隨時去都有飯吃，那種「門庭若市、車水馬龍」的盛況。他家裡經常有「食客」留連，因而號稱為「現代的孟嘗君」。2000年，其子李元寶結婚時席開百桌，多位政界要人親自或派人到場祝賀，包括參加當年總統大選的宋楚瑜、連戰、陳水扁三大陣營人馬，可見其人脈之廣。
2010年3月11日，李照雄因肝癌去世，享壽72歲，遺囑捐款新台幣6千萬給公益團體。治喪委員會由160名政商名流、江湖大哥組成，其中主任委員為立法院長王金平，副主任委員則由總統府秘書長廖了以及中部地區的多位縣市首長和地方民意代表擔任。

## 喪禮
李照雄告別式於4月26日舉行，會場位於七期重劃區，佔地5300坪，靈堂座位1500個，四周搭18個棚架，遺囑將1.1億的遺產捐給公益團體。李照雄病逝消息傳開後，台灣各界已籌組治喪委員會，由綽號「飛虎民」的台中群園企業董事長呂祟民主導治喪事宜，擇日在台中市舉行告別式。李照雄台中市老家臨時搭建靈堂，2010年4月12日一早台灣黑道人士、地方政治人物紛紛前來弔唁。李照雄生前交遊廣，預估告別式會有大批人士到場，日本黑道組織山口組可能也會派代表弔唁；為免引發紛爭，台中市警方已開始戒備，但他的故居太原八街巷道狹窄，家人對於自家喪事擾及鄰居，深感不安，經家人與治喪籌備委員會商議後，決定移靈至河南路與市政北二路口的奠禮式場，面積五千三百坪。二十九日移靈到河南路廣場，由哈雷機車開道、31輛禮車隨行，場面盛大；移靈儀式中將由「憨面大」 的獨子李元寶捐贈六千萬元新台幣給四大宗教社團、及台中市府。群園機構董事長呂崇民等160名政商名流、江湖大哥組成治喪委員會，告別式會場位七期、佔地5300坪，靈堂座位1500個，四周搭18個棚架，擺上萬個鐵板凳。停靈式場800坪，觀禮座1500個，靈堂花台花山長16.5公尺、高7.2公尺、深9公尺，首聘日本8人花藝團隊，使用4萬多朵鮮花、7株百齡黑松。告別式於上午11時30分舉行，為維持秩序，治喪委員會事前要求勿動員未滿18歲青少年，治喪委員會表示，“憨面大”六十歲以後逐漸將事業重心交給獨子李元寶，經常利用閒暇走訪世界各地經常，看遍大山大水，加上他被許多後輩視為“靠山”，因此靈堂以山為主題，以兩萬朵菊花布置成“花山”，連負責設計的日本技師都说從未見過如此陣仗。。

公祭於當日上午11時30分開始，治喪委員會主委立法院長王金平，副主委台中市長胡志強、台中縣長黃仲生、嘉義縣長張花冠等都到場，立法院院長「王金平」、立法委員 「余天」、議長「張清堂」、立委「顏清標」、影劇大亨楊登魁、名導演劉家昌、藝人吳宗憲、豬哥亮、齊豫 政壇與演藝界人士包含台中紅黑派大老都出席，都參與這項告別式。其中齊豫當場獻唱李照雄生前最喜愛的歌曲《橄欖樹》胡志強說：「我當副主委沒問題，因他把遺產奉獻出來，幫助台中人。」顏清標為表達對「憨面大」的敬重，在奠禮式牆壁題字：“重情重義，真心交陪，大ㄟ是我出外的靠山，我感謝您！當年一清專案時，“憨面大”排“天下第一號”，他為人耿直海派，時常幫弟兄排解糾紛、仲裁，喪禮上黑幫大哥更是雲集，要送“黑道最後仲裁者”李照雄最後一程，島內五大幫派的頭頭齊聚一堂。知名黑幫竹聯幫董事長黃少岑帶領500人弔唁，黃少岑即使行動不方便，仍杵柺杖前來，後面跟著望不盡的人海。
四海幫、牛埔幫出席近千人。聲勢一樣不輸人的天道盟，由董事長蕭澤宏帶領500位晚輩前來，而四海幫的董事長張建英帶領300名手下；另外北聯公司的代表人物顧維雄以及牛埔幫代表葉明財，陣仗也超過700人。雖然“白狼”張安樂無法親自前來，不過他也動員統一促進黨百位成員列隊致意。「立法院長」王金平表示，他與李照雄只有一面之緣，但感受到李照雄相當熱心公益，是值得尊敬的人。胡志強表示，李照雄在離開世界時，能夠捐款作公益，幫助台中市殘障人士，他肯定這項作法，值得鼓勵，所以特別到場表達衷心的謝意。 「立委」顏清標說：“他是一個很值得，有很多值得我向他學習的地方，很敬重的老大哥、長者，不管是誰他都樂意幫忙。
。
全台各地幫派與角頭動員手下以親友名義到場致敬，竹聯幫前幫主「么么」黃少岑、天道盟盟主「濟公」蕭澤宏、四海幫幫主「弟哥」張建英等都到場致祭，尊稱李為「師父」的黃少岑說：「黑道大哥形形色色都有，邪氣的師父絕不往來，是不一樣的黑道大哥。日本沖繩黑幫旭琉會本部長上江洲丈二，泰國副總理秘書坤超、馬來西亞元首代表摩哈馬拿督等外籍人士也來前來致意。
告別式全場超過2萬人，並有佛光山、法鼓山、中台禪寺、慈濟4大法門共2千多名居士誦經，靈柩由一輛勞斯萊斯前導，108輛賓士、寶馬名車引靈前往台中火葬場火化，另有悍馬臨時加入，總長度達2公里，沿途300多名警力及持步槍的霹靂小組執行交管、攔檢、蒐證，長長車隊引人側目。，承辦喪禮的機構表示「儀式規模應是台灣空前」。
李照雄遺體火化後，骨灰安葬於台中市的「李照雄紀念碑」，碑上題有「俠行江湖 丹青照，義留天下 千秋雄 二〇一四年 立」字樣。